# Capitata (animal)
Capitata é uma subordem de cnidários hidrozoários da ordem Anthomedusae.